# Francisco Urcuyo Maliaños
Francisco Urcuyo Maliaños (Rivas, 30 de julio de 1915 - Managua, 14 de septiembre de 2001) fue un médico y político nicaragüense que ocupó por algunas horas la Presidencia de la República de Nicaragua, después de que se desplomara el régimen somocista.

## Biografía

### Nacimiento y política
Nació en Rivas, el 30 de julio de 1915. Hizo sus estudios superiores en el extranjero. Se graduó de la Universidad Nacional Autónoma de México como médico cirujano en 1944. Inició su vida política en 1954. Fue viceministro de Salud dos veces, vicepresidente de la República una vez, diputado, presidente del Congreso y por último presidente de la República por 43 horas, en 1979, antes de huir a Guatemala. 
Se casó con María Luisa Muñoz y tuvo cuatro hijos.

### Presidente constitucional (julio de 1979)
Cuando el dictador Anastasio Somoza Debayle huyó del país el martes 17 de julio de 1979, Urcuyo Maliaños fue investido como nuevo Presidente constitucional, con mandato hasta el 1º de mayo de 1981, de acuerdo a lo establecido en la Constitución de 1974. Durante su breve presidencia, declaró la legalidad de su mandato, y rápidamente empezó a entablar el diálogo con las varias fuerzas políticas del país. Pero rechazó entregar el poder a la Junta de Gobierno de Reconstrucción Nacional con el argumento de que no estaba preparado. También, comenzó a reemplazar con jóvenes oficiales afines las posiciones más importantes del Ejército.
Ese mismo día, los cancilleres del Pacto Andino reunidos en San José, Costa Rica rechazaron públicamente la maniobra de Urcuyo: 
"Conminamos a Urcuyo a que acate la obligación de transferir el poder, único motivo por el cual lo ocupa. Pues su permanencia en él sólo contribuirá a que la contienda actual adquiera nuevas y más violentas dimensiones bélicas."
En la mañana del 18 de julio, los tres miembros de la Junta, Sergio Ramírez, Alfonso Robelo y Violeta Chamorro, dejaron San José, Costa Rica, hacia León, donde se reunieron con Daniel Ortega y Moisés Hassan. Se proclamó a León como la nueva capital provisional, y la comunidad internacional los reconoció como el gobierno legítimo de la República. Poco después, Urcuyo huyó en un avión rumbo a Guatemala.

## Fallecimiento
Falleció en Managua, el 14 de septiembre de 2001 a los 86 años de edad.

## Obras
Durante su exilio, publicó cuatro libros, en los cuales detalló sus vivencias a la caída del régimen somocista y sus experiencias en el exilio durante los años 1980: 
- Solos – en el que relató las últimas horas del mandato del Partido Liberal Nacionalista (PLN) de los Somozas.
- Aliados Traicionados.
- Carter y los comunistas.
- Poesía y recuerdos – que dedicó a su familia. Entre sus obras esta el Canto a la Madre que empieza "Ser pegado a mi ser como una conciencia, amor pegado a mi amor como un sacramento"